# Nostaggad djuphavsfisk
Nostaggad djuphavsfisk (Searsia koefoedi) är en djuphavsfisk i familjen platytroctidaeoch den enda arten i sill släkte (Searsia). 

## Utseende
En liten, avlång fisk med kraftigt huvud, stora ögon och två taggar upptill på nosen. Den har ljusorgan på buken. Längden når upp till 15 cm.

## Vanor
Den nostaggade djuphavsfisken återfinns på fritt, djupt vatten från 450 till 1 500 m.

## Utbredning
Arten finns i många av jordens hav; i Atlanten finns den från Danmarkssundet (vid Grönland) och Island via västra Brittiska öarna till Guineabukten, samt till norra Brasilien. Den förekommer också i Stilla havet och Indiska oceanen, i de södra delarna främst i tropiska vatten.